# Simone D'Andrea
Simone D'Andrea (Milano, 20 novembre 1973) è un doppiatore e direttore del doppiaggio italiano.

## Biografia
Dopo aver cantato nei "Piccoli Cantori di Milano" dal 1986 al 1991, ha intrapreso la sua carriera nel mondo dello spettacolo, diventando doppiatore nel 1994, e rinunciando al calcio: era stato infatti selezionato tra le nuove leve dell'Inter. Inizialmente presente solo in doppiaggi realizzati a Milano, a partire dagli anni 2000 ha iniziato a lavorare anche a Roma, per poi trasferirsi in quest'ultima città nel decennio seguente, pur mantenendo alcuni suoi ruoli storici in doppiaggi milanesi. Attivo sia nel mondo del cinema che della televisione, ha prestato la sua voce anche per la pubblicità, oltre che come voce ufficiale di canali televisivi free tv e satellite.
È noto per aver dato la voce a diversi celebri personaggi di anime come Sousuke Sagara in Full Metal Panic!, Yoh Asakura in Shaman King (serie originale), Itachi Uchiha in Naruto e Naruto Shippuden, Joey Wheeler in Yu-Gi-Oh!, Aster Phoenix in Yu-Gi-Oh! GX, James in Pokémon, Trunks adulto in Dragon Ball Z, Dragon Ball GT e Dragon Ball Super, Heiji Hattori in Detective Conan, Yuri in Piccoli problemi di cuore e Takao in Beyblade. È stato la prima voce (dal 2002 al 2007) di Ratchet nella saga di videogiochi Ratchet & Clank, per poi essere sostituito nel ruolo prima da Giuseppe Calvetti e poi da Alessandro Rigotti; tuttavia, nel 2016 ha ripreso il ruolo nel film d'animazione Ratchet & Clank. È inoltre uno dei doppiatori principali degli attori Cillian Murphy e Colin Farrell.
Insieme a Luisa Ziliotto, ha commentato la prima edizione di MasterChef Italia, trasmessa da Cielo, e anche le edizioni successive.
È la voce ufficiale dei promo di Sky Uno, dal 2009, ed è anche voce di numerosi spot di Sky e Sky Cinema. Inoltre è stato anche per un breve periodo lo speaker dei promo di Italia 2, nel 2015.

## Vita privata
È il marito della collega doppiatrice e adattatrice Cristiana Rossi e ha due figli, Niccolò D'Andrea e Viola D'Andrea.

## Filmografia

### Cinema
- Firenze e gli Uffizi 3D/4K (2015) - voce

### Televisione
- Cri Cri (1992)
- La città infinita (2002)

## Doppiaggio

### Film
- Colin Farrell in La regola del sospetto, Alexander, Parnassus - L'uomo che voleva ingannare il diavolo, Fright Night - Il vampiro della porta accanto, Come ammazzare il capo... e vivere felici, Total Recall - Atto di forza, Storia d'inverno, Animali fantastici e dove trovarli, End of Justice - Nessuno è innocente, Il sacrificio del cervo sacro, Gli spiriti dell'isola
- Channing Tatum in Fighting, G.I. Joe - La nascita dei Cobra, Il dilemma, The Eagle, Magic Mike, G.I. Joe - La vendetta, Effetti collaterali, Magic Mike XXL, Ave, Cesare!, The Lost City, Magic Mike - The Last Dance, Fly Me to the Moon - Le due facce della Luna, Deadpool & Wolverine
- Jonathan Rhys Meyers in La musica nel cuore - August Rush, From Paris with Love, Shelter - Identità paranormali, Shadowhunters - Città di ossa, Stonewall, Black Butterfly, Caccia al 12º uomo, The Survivalist, Dangerous Game: The Legacy Murders, Wifelike, Clean Up Crew - Specialisti in lavori sporchi
- Jon Bernthal in Snitch - L'infiltrato, Quel fantastico peggior anno della mia vita, The Accountant, Baby Driver - Il genio della fuga, Quelli che mi vogliono morto, I molti santi del New Jersey, The Unforgivable, Una famiglia vincente - King Richard, Operazione vendetta, The Accountant 2
- Cillian Murphy in 28 giorni dopo, I Love Movies, Batman Begins, The Edge of Love, Il cavaliere oscuro, Inception, Red Lights, Il cavaliere oscuro - Il ritorno, Il volo del falco, Dunkirk, Anna, Oppenheimer, Piccole cose come queste
- Joel Edgerton in Ned Kelly, Warrior, Exodus - Dei e re, Loving, Bright, Boy Erased - Vite cancellate, Tredici vite, Il maestro giardiniere, Erano ragazzi in barca
- Luke Evans in I tre moschettieri, The Raven, Dracula Untold, Professor Marston and the Wonder Women, Ma, Midway, Dopo Oliver
- Mark Wahlberg in The Gambler, Entourage, Daddy's Home, Daddy's Home 2, Instant Family, Infinite, Arthur the King - Insieme a ogni costo
- Peter Sarsgaard in Flightplan - Mistero in volo, Jarhead, Orphan, Jackie, Il capitale umano - Human Capital
- Casey Affleck in Gone Baby Gone, Joaquin Phoenix - Io sono qui!, L'ultima tempesta, Codice 999, Every Breath You Take - Senza respiro
- Adrien Brody in Detachment - Il distacco, Grand Budapest Hotel, Third Person, The French Dispatch of the Liberty, Kansas Evening Sun, Asteroid City, The Brutalist
- Domhnall Gleeson in Star Wars - Il risveglio della Forza, Madre!, Star Wars - Gli ultimi Jedi, Star Wars - L'ascesa di Skywalker
- Jared Leto in Requiem for a Dream, Suicide Squad, Zack Snyder's Justice League, House of Gucci
- John Krasinski in Licenza di matrimonio, American Life, Qualcosa di straordinario, The Hollars
- Rupert Friend in L'ultima legione, Il bambino con il pigiama a righe, Hitman: Agent 47
- Derek Luke in Schegge di April, Leoni per agnelli, Notorious B.I.G., Darby Harper - Consulenza fantasmi
- Brandon Routh in Superman Returns, Dylan Dog - Il film, Zack & Miri - Amore a... primo sesso
- Paul Rudd in The Ten, Role Models, Noi siamo infinito
- Matt Damon in Sopravvissuto - The Martian, Le Mans '66 - La grande sfida, The Last Duel
- Scott Shepherd in Il ponte delle spie, X-Men - Dark Phoenix, Killers of the Flower Moon
- Luke Hemsworth in Thor: Ragnarok, Thor: Love and Thunder, Land of Bad
- James Franco in Giovani aquile, Spring Breakers - Una vacanza da sballo, Cavalli selvaggi
- Chiwetel Ejiofor in Maleficent - Signora del male, Locked Down, Venom: The Last Dance
- Garret Dillahunt in Burning Bright - Senza via di scampo, L'autista
- Corey Stoll in Non-Stop, Café Society
- Louis Garrel in I tre moschettieri - D'Artagnan, I tre moschettieri - Milady
- Taylor Kitsch in Lone Survivor, American Assassin
- Mike White in School of Rock, Benvenuti a Zombieland
- Simon Baker in Il diavolo veste Prada, Tutti i numeri del sesso
- Josh Lucas in The Silent Man, La notte del giudizio per sempre
- Mark Ruffalo in Amore in affitto, XX/XY
- Matthew Goode in Sguardo nel vuoto, Ritorno a Brideshead
- Shawn Hatosy in La notte non aspetta 2 - Strade violente, Inarrestabile
- Mahershala Ali in Eternals, Il mondo dietro di te
- Tom Bateman in Assassinio sull'Orient Express, Assassinio sul Nilo
- Bobby Cannavale in Blonde, In viaggio con mio figlio
- Tom Hardy in The Bikeriders, Havoc
- Benedict Cumberbatch in Into Darkness - Star Trek, La trama fenicia
- Jim Caviezel in Escape Plan - Fuga dall'inferno
- Edward Norton in Birdman
- Aaron Eckhart in Sully
- Matthew Macfadyen in Lo schiaccianoci e i quattro regni
- Zach Galifianakis in Nelle pieghe del tempo
- Ashton Kutcher in Una scatenata dozzina
- Ryan Eggold in BlacKkKlansman
- Ryan Reynolds in Fast & Furious - Hobbs & Shaw
- James Deen in The Canyons
- Jordi Mollà in La musica del silenzio
- Seth Green in The Italian Job
- Scott Adkins in Universal Soldier - Il giorno del giudizio
- Patrick Muldoon in Spiders 3D
- Damon Dayoub in Monolith
- Michael Jackson in Living with Michael Jackson (ridoppiaggio, 2021)
- Morgan Freeman in Alpha - Un'amicizia forte come la vita
- Adam Scott in Una proposta per dire sì
- Chris Pine in Appuntamento al buio
- Ioan Gruffudd in King Arthur
- Jarrad Paul in Shaggy Dog - Papà che abbaia... non morde
- Paul Kalkbrenner in Berlin Calling
- Stephen Polk in Un regalo in valigia
- Neil Patrick Harris in Undercover Brother
- Billy Crudup in Waking the Dead
- Dean Cain in Tre bambini sotto l'albero
- Manuel Cortez in L'isola dell'amore
- Pedro Pascal in The Equalizer 2 - Senza perdono
- The Miz in Presa mortale - Il nemico è tra noi
- Cheyenne Jackson in Descendants 3
- Scott MacArthur in El Camino - Il film di Breaking Bad
- Diplo in L'assistente della star
- Charlie Weber in After 2
- Voce narrante in Michelangelo - Il cuore e la pietra
- Evan Buliung in Il lupo e il leone
- Gísli Örn Garđarsson in Against the Ice
- Luke Roberts in Dampyr
- Paul Adelstein in The Menu
- Yoon C. Joyce in Il ragazzo e la tigre
- Sharlto Copley in Beast, Monkey Man
- André Holland in Bones and All
- Regé-Jean Page in Dungeons & Dragons - L'onore dei ladri
- Ian Bohen in Teen Wolf - Il film
- Bill Burr in Unfrosted - Storia di uno snack americano
- Kris Hitchen in Speak No Evil - Non parlare con gli sconosciuti
- Jeremy Strong in The Apprentice - Alle origini di Trump
- Alessandro Nivola ne La stanza accanto
- Caspar Phillipson in Mary
- Mustafa Shakir in Colpi d'amore
- Admir Šehović in IHostage
- Benjamín Vicuña in Il cuore lo sa
- David Richard White in The Complex Forms

### Film d'animazione
- James in Pokémon il film - Mewtwo contro Mew, Pokémon 2 - La forza di uno, Pokémon 3 - L'incantesimo degli Unown, Pokémon 4Ever, Pokémon Heroes, Pokémon: Jirachi Wish Maker, Pokémon: Destiny Deoxys, Pokémon: Lucario e il mistero di Mew, Pokémon Ranger e il Tempio del Mare, Pokémon: L'ascesa di Darkrai, Pokémon: Giratina e il Guerriero dei Cieli, Pokémon: Arceus e il Gioiello della Vita, Pokémon: Il re delle illusioni Zoroark, Il film Pokémon: Nero - Victini e Reshiram e Bianco - Victini e Zekrom, Il film Pokémon - Genesect e il risveglio della leggenda, Il film Pokémon - Diancie e il bozzolo della distruzione, Il film Pokémon - Hoopa e lo scontro epocale, Il film Pokémon - Volcanion e la meraviglia meccanica, Il film Pokémon - Scelgo te!, Il film Pokémon - In ognuno di noi, Pokémon: Mewtwo colpisce ancora - L'evoluzione, Il film Pokémon - I segreti della giungla
- Trunks adulto in Dragon Ball Z - I tre Super Saiyan (ridoppiaggio), Dragon Ball Z - Il Super Saiyan della leggenda (ridoppiaggio), Dragon Ball Z - La minaccia del demone malvagio (ridoppiaggio), Dragon Ball Z - La storia di Trunks (ridoppiaggio), Dragon Ball Super - Super Hero
- Heiji Hattori in Detective Conan - L'ultimo mago del secolo, Detective Conan - La mappa del mistero, Detective Conan - Requiem per un detective, Detective Conan - ...e le stelle stanno a guardare
- Joey Wheeler in Yu-Gi-Oh! - Il film, Yu-Gi-Oh!: The Dark Side of Dimensions
- Kevin Thompson in Daria - The Movie: È già autunno?
- Touya Kinomoto in Card Captor Sakura - The Movie (ridoppiaggio)
- Riccardo ne Il barbiere del Re
- Radames in Aida degli alberi
- Ran the greener in Green Legend Ran
- Rei in Ken il guerriero (ridoppiaggio)
- Ratchet in One Piece - I misteri dell'isola meccanica
- Pell in One Piece - Un'amicizia oltre i confini del mare
- Takao Kinomiya in Beyblade - The Movie
- Terkel in Terkel in Trouble
- Kamui Shirou in X
- Principe Filippo in Disney Princess: Le magiche fiabe - Insegui i tuoi sogni
- Max Mordon in Le avventure di Taddeo l'esploratore
- Sota in Justin e i cavalieri valorosi
- Maresciallo Mallow ne Il magico mondo di Oz
- Bernard ne Il segreto di Babbo Natale
- Liso in Goool!
- Artemis in Sailor Moon R The Movie - La promessa della rosa (secondo doppiaggio)
- Itachi Uchiha in Naruto - La via dei ninja
- Ratchet in Ratchet & Clank
- Tetsuya Tsurugi in Mazinga Z Infinity
- Harvey Dent/Due Facce in Batman Ninja
- Schiaccianoci/Principe Eric in Barbie e lo schiaccianoci
- Principe Stephane in Barbie Raperonzolo
- Principe Daniel in Barbie - Lago dei cigni
- Dominik in Barbie - La principessa e la povera
- Aidan in Barbie e la magia di Pegaso
- Principe Derek in Barbie in le 12 principesse danzanti
- Biagio in Lilli e il vagabondo
- Noki in Scarpette rosse e i sette nani
- Vic Diamond in Thelma l'unicorno
- Benja in Raya e l'ultimo drago
- Cornell DeWitt/Yakurama in Ainbo - Spirito dell'Amazzonia
- Hyakushibo in The Boy and the Beast
- Harnel in La grande caccia all'Uovo di Pasqua
- Ebenezer Scrooge (parte parlata) in Scrooge - Canto di Natale
- Simon Cowell in Scooby!
- Orpheus di Lyra in I Cavalieri dello zodiaco - La dea della discordia (secondo doppiaggio)
- Floyd (parte parlata) in Trolls 3 - Tutti insieme

### Serie televisive
- Jon Bernthal in Daredevil, The Punisher, The Walking Dead (solo nell'episodio 9x05)[3], American Gigolò, Daredevil - Rinascita
- Daniel Henney in Criminal Minds: Beyond Borders, Criminal Minds
- Pablo Schreiber in Law & Order: Criminal Intent, Halo
- Jonathan Rhys Meyers in Dracula, Radici
- Travis Fimmel in Raised by Wolves - Una nuova umanità, Dune: Prophecy
- Joel Edgerton in La ferrovia sotterranea, Dark Matter
- Teddy Sears in The Flash, The Night Agent
- Mike Vogel in Under the Dome
- Scott Shepherd in The Young Pope
- Luke Hemsworth in Westworld - Dove tutto è concesso
- Cillian Murphy in Peaky Blinders
- Tim McGraw in 1883
- Ryan Eggold in Alex Cross
- Simon Baker in The Guardian
- Victor Webster in Continuum
- Martin Short e Adam Paul in How I Met Your Mother
- Tom Bateman in Dietro i suoi occhi
- Marc Warren in The Good Wife
- Personaggi vari in Squadra Speciale Cobra 11
- Todd Cahoon in Watch Over Me
- Ian Bohen in Teen Wolf
- Alexander Siddig in Il Trono di Spade
- Nicholas Pinnock in For Life
- Sam Witwer in C'era una volta
- Matthew Morrison in Grey's Anatomy
- Paulo Benedeti e Daniel Cosgrove in Sentieri
- Christopher Gorham in Jake 2.0
- Luke Evans in Nine Perfect Strangers
- Greg Rikaart in Febbre d'amore
- Jason David Frank in Power Rangers Turbo
- James Frain in Elementary
- Jake McDorman in Limitless
- Michael Ealy in Stumptown
- Andreas Pietschmann in Maria di Nazaret
- Saamer Usmani in What/If
- Asier Etxeandía in Sky Rojo, Suspicious Minds
- Will Forte in Sweet Tooth
- Jason Butler Harner in The Walking Dead
- Oleg Kricunova in Amore e vendetta - Zorro
- Santiago Cabrera in Anna Karenina
- Alex Hassell in His Dark Materials - Queste oscure materie
- Itay Tiran in The Net
- Dominic Zamprogna in Edgemont
- Shawn Hatosy in Animal Kingdom
- Osvaldo Benavides in The Good Doctor
- Neil Patrick Harris in Doctor Who
- Jason Mantzoukas in Percy Jackson e gli dei dell'Olimpo
- Ken Leung in Avatar - La leggenda di Aang
- Fedja van Huêt in Maxton Hall - Il mondo tra di noi
- Jaime Camil in Jane the Virgin
- Corey Stoll in Sorelle sbagliate

### Serie animate
- Xellos in Slayers Next, Slayers Try, Slayers Revolution, Slayers Evolution-R
- Flash / Wally West in Justice League, Justice League Unlimited, Batman: The Brave and the Bold
- Trunks adulto in Dragon Ball Z, Dragon Ball GT, Dragon Ball Super
- Ferio in Magic Knight Rayearth (primo doppiaggio), Rayearth - Il sogno di Emeraude (primo doppiaggio)
- Itachi Uchiha in Naruto, Naruto: Shippuden (ep. 1-393)
- Emporio Ivankov, Sham, Pauly, Duval, Kabaji (ep. 422+) e Dorton (solo ep. 324) in One Piece
- Mark Wellington in Hello Sandybell
- Mullin Shetland in Last Exile
- Sherlock ne Un mantello di misteri per Enigma
- Caleb in W.I.T.C.H.
- Donkey Kong in Donkey Kong Country
- Dylan Lee (st. 2-06) Gli amici immaginari di casa Foster
- Thatch in Casper - Scuola di paura
- Fabrizio in Mirmo!!
- Enishi Yukishiro in Kenshin il Vagabondo: Capitolo del tempo
- Fuyuki Hinata in Keroro
- Hayate in Pretear - La leggenda della nuova Biancaneve
- Heiji Hattori (ep. 59-60 e 151+) in Detective Conan
- Pastore Bode Wright (31x19-20) in I Simpson
- Higarashi e Tooru in Magica Doremì
- Hiro in Soul Eater
- Hiroto Kazama in Kilari
- Ichiru Kiryu in Vampire Knight
- Jack Ryder in Odd Job Jack
- James in Pokémon (incluso il ridoppiaggio parziale delle prime tre stagioni)
- Jim in Curiosando nei cortili del cuore
- Jiro in Blue Dragon
- Joey Wheeler in Yu-Gi-Oh!
- Aster Phoenix in Yu-Gi-Oh! GX
- Kalin Kessler, Brave e Hunter Pace in Yu-Gi-Oh! 5D's
- Kaito Domoto in Principesse sirene - Mermaid Melody
- Kamui in X
- Keigo Tatewaki in Jewelpet
- Keisuke in Gira il mondo principessa stellare
- Archie Andrews in Gli strani misteri di Archie
- Kevin Thompson in Daria
- Kyoya in Beyblade Metal Fusion
- Masquerade in Bakugan - Battle Brawlers
- Nicholas in Wedding Peach - I tanti segreti di un cuore innamorato
- Ren Honjo in Nana
- Rei Otohata in GALS!
- Riccardo in Claymore
- Rhadamante in I Cavalieri dello zodiaco - Saint Seiya - Hades
- Robby in Il giocattolo dei bambini
- Ryo Tanaka in Due come noi
- Ryuto in Webdiver
- Sirio in Roma - Un grande impero
- Soule in Sugar Sugar
- Sousuke Sagara in Full Metal Panic
- Sulfus in Angel's Friends
- Suzaku in Yu Yu Hakusho
- Takao Kinomiya in Beyblade
- Tebaldo in Romeo × Juliet
- Touya Kinomoto in Card Captor Sakura (stagioni 1-2)
- Zeshin (ep. 40) in Dragon Ball Z
- Bardack in Dragon Ball Z
- Fratelli Flim e Flam in My Little Pony - L'amicizia è magica
- Dick Grayson/Nightwing in Batman - Cavaliere della notte
- Turbo in Biker Mice from Mars
- Reef in Stoked - Surfisti per caso
- Yaten Kou in Sailor Moon Sailor Stars
- Yoh Asakura in Shaman King (2001)
- Yohei Mito in Slam Dunk
- Yuri in Marmalade Boy - Piccoli problemi di cuore
- Tonami Takefumi in Le situazioni di Lui & Lei
- Arthur Read in Arthur
- Blacky in Mille note in allegria con la Mozart Band
- Oswald "Otto" Rocket in Rocket Power - E la sfida continua...
- Osmosis Jones in Ozzy & Drix
- Kane in Ririka, SOS!
- Hideo Akai in Hyper Doll
- Knight in Godannar
- Aaravos in Il principe dei draghi
- Ruben in Adrian
- Cadmus Pryde in Wondla
- Peter Pan in Nel covo dei pirati con Peter Pan
- Rick Jones in L'incredibile Hulk
- Bianco in Zoids
- Ryo in Let's & Go - Sulle ali di un turbo
- Wiggins in Sherlock Holmes - Indagini dal futuro
- Cosmo in Magician - La giustizia non è un trucco (primo doppiaggio)
- Stereo 1 in Space Goofs - Vicini, troppo vicini! (primo doppiaggio)
- Alessio Acquin in Remi - Le sue avventure (secondo doppiaggio)
- Challia Bull in Mobile Suit Gundam GQuuuuuuX

### Videogiochi
- Principe di Cenerentola in La rivincita dei Cattivi[4] (1999)
- Ratchet in Ratchet & Clank (2002)[5], Ratchet & Clank: Fuoco a volontà (2003)[6], Ratchet & Clank 3 (2004)[7], Ratchet: Gladiator (2005)[8], Jak X (2005) Ratchet & Clank: L'altezza non conta (2007)[9]
- Ryan McKane in TOCA Race Driver (2002)
- Hotsuma in Shinobi (2002)
- Joey Wheeler in Yu-Gi-Oh! Power of Chaos: Joey the Passion[10] (2004)
- Martin Holan in NiBiRu: Messaggero degli dei[11] (2005)
- Spaventapasseri in Batman Begins[12] (2005)
- Masquerade in Bakugan - Battle Brawlers (2007)
- Generale Hux in LEGO Star Wars: Il risveglio della Forza[13] (2016)
- Jonesy in Fortnite Battle Royale[14] (2017)
- Fuse in Apex Legends

## Riconoscimenti
La Musa d'Oro 2024: Miglior Doppiatore Cinema per Cillian Murphy in Oppenheimer